# I Hear Black
I Hear Black è un album della thrash metal band Overkill pubblicato nel 1993 dalla Atlantic Records. È il primo disco contenente la partecipazione di Tim Mallare come batterista.

## Tracce
1. Dreaming in Columbian – 4:00
2. I Hear Black – 5:37
3. World Of Hurt – 5:19
4. Feed My Head – 5:36
5. Shades of Grey – 5:19
6. Spiritual Void – 5:13
7. Ghost Dance – 1:46
8. Weight of the World – 4:07
9. Ignorance and Innocence – 5:00
10. Undying – 5:25
11. Just Like You – 4:13

## Formazione
- Bobby Ellsworth – voce
- D.D. Verni – basso
- Merrit Gant – chitarra
- Rob Cannavino – chitarra
- Tim Mallare – batteria